# Riksväg 86
Der Riksväg 86 ist eine schwedische Fernverkehrsstraße in Västernorrlands län und Jämtlands län.

## Verlauf
Die Straße zweigt in Sundsvall vom Europaväg 14 ab und verläuft in nordnordwestlicher Richtung über Kovland, wo der Länsväg 320 von ihr abgeht, und Indal, wo der Länsväg 330 auf sie trifft, und weiter den Fluss Indalsälven aufwärts über Liden nach Bispgården. Dort trifft sie auf den Riksväg 87.
Die Länge der Straße beträgt 86 km.

## Geschichte
Die Straßennummer wurde im Jahr 1962 eingeführt.